# Irlande au Concours Eurovision de la chanson 1967
 (mars 2019).
L'Irlande a participé au Concours Eurovision de la chanson 1967 le 8 avril à Vienne, en Autriche. C'est la 3e participation de l'Irlande au Concours Eurovision de la chanson.
Le pays est représenté par le chanteur Sean Dunphy et la chanson If I Could Choose qui ont été sélectionnés au moyen d'une finale nationale organisée par la Raidió Teilifís Éireann (RTÉ).

## Sélection

### Irish Final 1967
Le radiodiffuseur irlandais Raidió Teilifís Éireann (RTÉ, « Radio-télévision irlandaise ») organise une finale nationale, pour sélectionner l'artiste et la chanson représentant l'Irlande au Concours Eurovision de la chanson 1967.

#### Finale
La finale nationale, présentée par Brendan O'Reilly (en), a eu lieu le 12 février 1967 aux studios RTÉ à Dublin.
Cinq artistes et neuf chansons ont participé à la finale nationale. Les chansons sont interprétées en anglais, l'une des deux langues officielles de l'Irlande.
| Ordre | Artiste             | Chanson               | Traduction                 | Points | Place |
| ----- | ------------------- | --------------------- | -------------------------- | ------ | ----- |
| 1     | Patricia Cahill     | Back to the Hills     | De retour sur les collines | 13 951 | 2     |
| 2     | Johnny McEvoy (en)  | Over the Hill         | Par-dessus la colline      | 2 920  | 5     |
| 3     | Aedín Ní Choileáin  | Inisheer              | Inis Oírr                  | 457    | 8     |
| 4     | Deirdre O'Callaghan | The World Outside     | Le monde à l'extérieur     | 1 182  | 7     |
| 5     | Sean Dunphy         | If I Could Choose     | Si je pouvais choisir      | 16 723 | 1     |
| 6     | Patricia Cahill     | Canavaun              | –                          | 3 172  | 4     |
| 7     | Aedín Ní Choileáin  | Never More Be Leaving | Plus jamais quitter        | 1 677  | 6     |
| 8     | Johnny McEvoy       | Somebody of My Own    | Quelqu'un par moi-même     | 11 682 | 3     |
| 9     | Deirdre O'Callaghan | Faraway               | Lointain                   | 306    | 9     |

Lors de cette sélection, c'est la chanson If I Could Choose, interprétée par le chanteur Sean Dunphy, qui fut choisie. Le chef d'orchestre à l'Eurovision est Noel Kelehan.

## À l'Eurovision
Chaque pays avait un jury de dix personnes. Chaque juré attribuait un point à sa chanson préférée.

### Points attribués par l'Irlande
| 2 points | Luxembourg Suède                                      |
| 1 point  | Allemagne Belgique France Italie Pays-Bas Royaume-Uni |

### Points attribués à l'Irlande
| 10 points | 9 points    | 8 points              | 7 points                                  | 6 points                                       |
| --------- | ----------- | --------------------- | ----------------------------------------- | ---------------------------------------------- |
|           |             |                       |                                           |                                                |
| 5 points  | 4 points    | 3 points              | 2 points                                  | 1 point                                        |
|           | - Allemagne | - Autriche - Belgique | - Finlande - Monaco - Suède - Royaume-Uni | - Italie - Luxembourg - Portugal - Yougoslavie |

Sean Dunphy interprète If I Could Choose en 17e et dernière position lors de la soirée du concours, précédant l'Italie.
Au terme du vote final, l'Irlande termine 2e sur les 17 pays participants, ayant reçu 22 points au total provenant de onze pays, se classant devant la France avec 20 points et derrière le pays vainqueur le Royaume-Uni à 47 points,.